# Кассагумахи
Кассагумахи (дарг. Кьассагумахьи в пер. «Хутор под терасой») — село в Акушинском районе Дагестана. Административный центр «Сельсовета Кассагумахинский».

## Географическое положение
Расположено в 30 км к югу от районного центра села Акуша, на р. Хуникотты (бассейн р. Кулахерк).

## Население
| 1895 | 1926 | 1939 | 1970 | 1989 | 2002 | 2010 |
| ---- | ---- | ---- | ---- | ---- | ---- | ---- |
| 110  | ↘103 | ↗145 | ↗223 | ↘176 | ↗179 | ↘138 |
| 2021 |      |      |      |      |      |      |
| ↘115 |      |      |      |      |      |      |